# Meta Runner
 (octobre 2019).
Si vous disposez d'ouvrages ou d'articles de référence ou si vous connaissez des sites web de qualité traitant du thème abordé ici, merci de compléter l'article en donnant les références utiles à sa vérifiabilité et en les liant à la section « Notes et références ».
Meta Runner est une web-série d'animation créée et développée par Glitch Productions, qui est également connu pour avoir été SMG4 qui parodiait la franchise Super Mario et pour avoir publiée plus tard Murder Drones et The Amazing Digital Circus. Meta Runner est la première série entièrement animée développée par la société et a été coproduite par le distributeur américain Crunchyroll, éditeur et société de licences, la société de développement de logiciels et de jeux vidéo Epic Games et la multinationale de composants pour ordinateurs AMD. La série a été saluée par la critique et est devenue une avancée majeure pour l’Australie sur le marché de l’animation. Elle a même reçu une subvention du gouvernement australien. 
Située dans un monde futuriste centré sur les jeux vidéo, la série suit Tari, une femme cyborg amnésique qui découvre qu’elle a la capacité insolite de téléporter sa conscience dans les jeux vidéo. Elle et son ami Theo, le protagoniste du jeu vidéo de plate-formes Ultra Jump Mania, sont poursuivis par Lucks, le PDG d'une société d'Esport nommée TAS Corp, et son bras droit Belle Fontiere, qui veulent utiliser ses capacités au profit de l'organisation. En chemin, Tari rencontre le MD-5, un groupuscule dont le but est de dévoiler toutes les actions illicites que TASCorp. effectue en secret. Meta Runner n'est actuellement disponible que sur YouTube.

## Synopsis
Meta Runner se déroule dans un monde futuriste où la société est désormais gérée par la culture du jeu vidéo servant non seulement de divertissement, mais également de travail grâce au Streaming. Parmi les joueurs figurent les «Meta Runners», un groupe de joueurs d'ESport qui remplacent leurs bras humains par des bras cybernétiques leur permettant d’améliorer leurs performances de jeu. Les gens doivent jouer pour pouvoir s’adapter à la société.

## Personnages

### Personnages Principaux
- Tari  (de son pseudonyme, BlueJay9) (doublée par Celeste Notley-Smith) est une Meta Runner timide et peu sûre d'elle qui a la capacité de se transformer en jeux vidéo auxquels elle joue. Elle dispose également d'une IA intégrée qui la conseille sur les actions à entreprendre lorsqu'elle est déformée dans un jeu vidéo. Elle est déterminée à découvrir qui elle est et d'où viennent ses capacités uniques. Dans la saison 2, elle s'est révélée être l'IA créée par le Dr. Sheridan dans le cadre du «Project Blue» et des parties de l'esprit de Lucinia combinées. Elle est basée sur le geai bleu. ^^
- Theo (doublé par Robyn Barry-Cotter) est le protagoniste du jeu Ultra Jump Mania, où il rencontre Tari après qu'elle soit tombée dans son monde. Il est transporté dans le monde réel grâce aux capacités de Tari.
- Belle Fontiere (doublée par Jessica Fallico) est l'anti-héros de la série qui est une rivale de Tari, et est également connue pour être une représentante de TAS Corp. et leur Meta Runner numéro un. Elle était la meilleure amie de Lucinia, mais après avoir découvert sa mort apparente, elle commence à désobéir à son patron et à agir de son propre chef. Sa personnalité de désobéissance est basée sur James T. Kirk dans l'univers de Star Trek.

#### MD-5
- Sofia Porter (doublée par Hayley Nelson) est une fille joyeuse et optimiste qui est l'une des amies de Tari. Elle n’est pas connue pour jouer à des jeux vidéo, mais elle aide MD-5 grâce à ses compétences en piratage informatique.
- Lamar Williams (doublé par Anthony Sardinha) est un otaku facile à vivre avec un bras cybernétique unique et est un ami de Tari.
- Masa Shimamoto (doublé par Brendan Barry-Cotter) est un ami calme, composé et sérieux de Tari, mais il est un ancien capitaine d'équipe pour TAS Corp. Il a été mis hors service après avoir tenté de pirater le serveur privé de Lucks pour prouver sa théorie selon laquelle Lucks a tué Lucinia, mais il a acquis un nouveau bras cybernétique au moment où il rencontre Tari.

### Principaux Antagonistes
- Derek Lucks (doublé par David J.G. Doyle) était le principal antagoniste des saisons 1 et 2 qui était obsédé par Tari, en raison de sa capacité inattendue à se transformer en jeux vidéo. Il a essayé de capturer Tari afin de découvrir la cause de sa capacité et de la donner à ses autres Meta Runners afin que TAS Corp. dépasse leurs concurrents. Sa personnalité est peut-être basée sur Valeyard dans The Trial of a Time Lord. Il a été tué par Masa à la fin de la saison 2, après que son bras ait été piraté par le Dr Sheridan.
- Evelyn Claythorne (doublée par Elsie Lovelock) est l'antagoniste secondaire de la 2ème saison et une Meta Runner chez TAS Corp., qui est forcée d'être la partenaire de Tari, même si elle est extrêmement jalouse de Tari. Elle est peut-être basée sur The Rani de The Mark of the Rani, Time and the Rani et Dimensions in Time.
- Le Dr Sheridan (doublé par Anthony Sardinha) est vraisemblablement l'antagoniste principal de la série. C'est un ancien scientifique de TAS Corp. qui a créé Project Blue pour essayer d'empêcher Lucks de le congédier. Il était présumé porté disparu aux côtés de Lucinia après une explosion lors du développement de Project Blue, mais a survécu et prépare maintenant sa revanche contre Tari. Il est basé sur The Master de Doctor Who.
- Les travailleurs de TAS Corp. sont les antagonistes de soutien dans Meta Runner. Ils comprennent des scientifiques vêtus de blanc et des gardes de sécurité vêtus de noir. Ils sont entièrement masqués et ne parlent jamais, au lieu de s'exprimer via le langage corporel. Ils sont très obéissants à Lucks, car ils n'ont aucun problème à exécuter ses ordres les plus immoraux. Ils sont basés sur les Stormtroopers et les Clone Troopers de la franchise Star Wars.

### Personnages Récurrents
- Lucinia Porter (doublée par Amber Lee Connors) est un Meta Runner chez TAS Corp. et a été le sujet de test humain pour le «Project Blue» du Dr Sheridan. Elle a été présumée disparue après que le test «Project Blue» s'est terminé par une explosion. Derek Lucks a révélé à la fin de la saison 2 que Lucinia était toujours en vie mais dans le coma. Elle est la sœur de Sofia Porter et une bonne amie de Belle.
- Les Bot-Boys (doublés par Kevin et Luke Lerdwichagul) sont des robots communs trouvés dans Silica City, généralement avec un travail ou une fonction. L'un est également indiqué dans le jeu Ultra Jump Mania.
- Marco (doublé par Jason Marnocha) est une foule de tournois de jeux underground dans les bidonvilles de Silica City. Il récupère les bras Meta Runner et en utilise deux comme membres supplémentaires. Il est peut-être basé sur le général Grievous de la franchise Star Wars.
- Bo (doublée par Elsie Lovelock) est un personnage mineur qui sert de mascotte de TAS Corp. Elle n'apparaît que sur les panneaux d'affichage de Silica City, bien qu'elle soit devenue le personnage principal de certaines publicités de produits de Glitch Productions.
- Elder Tomato (doublé par David J.G. Doyle) est un personnage du jeu vidéo Ultra Jump Mania. Son but dans le jeu est de donner au joueur des informations et des conseils d'exposition. Il est également un personnage secondaire de la série dérivée Ultra Jump Mania.
- Satsuki-chan (doublée par Amber Lee Connors) est un personnage du jeu de simulation de rencontres Nova Explorers. Elle apparaît dans le jeu de simulation de rencontres portable Pocket Gakusei en raison d'un croisement entre les deux jeux.

### Stars invitées de YouTube
- Annonceur ("Wrong Warp") (doublé par Elliott "Muselk" Watkins)
- Homme civil (doublé par James "TheOdd1sOut" Rallison)
- Femme civile (doublée par Kathleen "Loserfruit" Belsten)
- Annonceur ("One Shot") (doublé par Ross O'Donovan)
- Compétiteur Tempest 1 (doublé par Brodey Rogan "Bazza Gazza" de Meur)
- Compétiteur Tempest 2 (doublé par Nathan William Clifford "Crayator" Ryan)
- Kizuna AI (doublée par elle-même)
- James "TheOdd1sOut" Rallison (court-métrage "Fast Food Fight") (doublé par lui-même)
- Arin Hanson (court métrage "Fast Food Fight") (doublé par lui-même)

## Production
Comme le révèle une vidéo mise en ligne par Luke et Kevin Lerdwichagul le 14 février 2019, le concept du personnage de Tari a commencé lorsque Kevin et Luke Lerdwichagul ont demandé à leur petite sœur, Tish, qui dessinait dans son carnet de croquis, si elle avait des idées pour un nouveau personnage à ajouter à la série d'animations de leur chaîne; elle a dessiné une gameuse qui allait devenir Tari. La première conception précoce de Tari était pour elle d'être un robot au lieu d'un cyborg, avec une coiffure similaire à Sofia Porter, une antenne au-dessus de sa tête, un casque, une veste simple avec un cœur cousu sur elle et un croix directionnelle pour son œil droit. 
Le deuxième design est le même que la premier mais avec quelques améliorations. Dans le deuxième design, Tari avait les cheveux bleus courts avec la frange recouvrant son œil droit, une veste à capuchon différente avec une poche frontale, le cœur toujours là et son nom cousu au dos. Elle avait également reçu des sandales. Kevin et Luke ont montré le dessin à leur employé, Jared, et lui ont donné un test pour dessiner Tari. il l'a fait dans une conception détaillée de type anime japonais.  
Finalement, Tari a été redessinée sous la forme d'une cyborg humaine avec un débardeur blanc avec le logo de la série qui était basé sur l’aile du geai bleu, deux yeux humains, un bras cybernétique et un pantalon brun sable. Elle a également reçu un sweat à capuche bleu avec des motifs d'ailes de geai bleu sur chaque épaule à partir de "Sequence Break" (épisode 4). Alors que Tari dans Meta Runner a une apparence de type anime japonais en 3D, Tari des animations Garry's Mod de SMG4 possède un style de type Puyo Puyo Tetris. 
Tari a fait ses débuts dans l'épisode de SMG4, Mario The Ultimate Gamer, qui a été chargé le 25 août 2018 et est depuis devenue un personnage majeur de la série. Tari est doublée par l'actrice australienne Celeste Notley-Smith dans la série, et dans les animations GMOD. 
À la fin de War Of The Fat Italians 2018 (un épisode de la sous-série traditionnelle de SMG4),  on voit un teaser de Meta Runner montrant Tari en train de jouer à un jeu vidéo, son bras cybernétique étant la seule partie visible. Deux autres teasers ont été diffusés à la fin des animations Mario and The Bob Mansion et SMG4: The Mario Concert . 
Le 5 décembre 2018, la bande-annonce officielle a été publiée sur YouTube . 
Le 30 mai 2019, SMG4 a mis en ligne Tari's Livestream, un court métrage d'animation destiné à promouvoir la série à venir. 
Le 25 juin 2019, il a été annoncé que Meta Runner serait financé par l'association improbable de Screen Australia, Epic Games et AMD. Le 20 juillet 2019, Glitch Productions a annoncé son partenariat avec Crunchyroll pour la production de la série. 
La série est animée à l’aide des logiciels Autodesk Maya et Unreal Engine, que Glitch Productions utilisent pour la 1ère fois. Luke et Kevin utilisent d'habitude Garry's Mod pour leurs animations.

## Épisodes
| Nom des épisodes | Date de publication | Numéro des épisodes | Nom traduit des épisodes |
| ---------------- | ------------------- | ------------------- | ------------------------ |
| Wrong Warp       | 25 Juillet 2019     | 1                   | Mauvaise Téléportation   |
| Out Of Bounds    | 1er Août 2019       | 2                   | Hors-limites             |
| Bad Split        | 8 Août 2019         | 3                   | Mauvaise division        |
| Sequence Break   | 15 Août 2019        | 4                   | Séquence d'inactivité    |
| Aimbot           | 20 Août 2019        | 5                   | Aimbot                   |
| Game Plan        | 29 Août 2019        | 6                   | Plan de jeux             |
| No Clip          | 19 Septembre 2019   | 7                   | Pas de clip              |
| One Shot         | 26 Septembre 2019   | 8                   | Un coup                  |
| The Run          | 3 Octobre 2019      | 9                   | La course                |
| Shutdown         | 10 Octobre 2019     | 10                  | Mise Hors-Tension        |

| Nom des épisodes  | Date de publication | Numéro des épisodes | Nom traduit des épisodes   |
| ----------------- | ------------------- | ------------------- | -------------------------- |
| Hard Reset        | 16 Octobre 2020     | 1                   | Réinitialisation Difficile |
| Firewall          | 23 Octobre 2020     | 2                   | Pare-feu                   |
| Unreal Engines    | 30 Octobre 2020     | 3                   | Moteurs Irréels            |
| Transfer Student. | 6 Novembre 2020     | 4                   | Transfert D'étudiant.      |
| Heart to Heart    | 13 Novembre 2020    | 5                   | Cœur à Cœur.               |
| Hack and Slash    | 20 Novembre 2020    | 6                   | Hack and Slash             |
| Friendly Fire     | 27 Novembre 2020    | 7                   | Tir Allié                  |
| Soft Lock         | 4 Décembre 2020     | 8                   | Verrouillage Logiciel      |
| Nightmare Mode    | 11 Décembre 2020    | 9                   | Mode Cauchemar             |
| Fatal Error       | 18 Décembre 2020    | 10                  | Erreur Fatale              |

| Nom des épisodes | Date de publication | Numéro des épisodes | Nom traduit des épisodes        |
| ---------------- | ------------------- | ------------------- | ------------------------------- |
| Power Down       | 22 juillet 2022     | 1                   | Éteindre/Alimentation de veille |
| Testing Room     | 29 juillet 2022     | 2                   | Chambre de test                 |
| Skybreakers      | 5 août 2022         | 3                   | Brise-ciel                      |
| Dead On Arrival  | 12 août 2022        | 4                   | Mort à l'arrivée                |
| Death Warp       | 19 août 2022        | 5                   | Rayon de la mort                |
| Global Testfire  | 26 août 2022        | 6                   | Global Testfire                 |
| Overload         | 2 septembre 2022    | 7                   | Surcharge                       |
| The End          | 9 septembre 2022    | 8                   | La Fin                          |

## Accueil

### Accueil critique
Meta Runner a été saluée par la critique et le public (principalement des fans de SMG4), obtenant une note de 8.8/10 , surtout pour la qualité de son animation, ses personnages, son intrigue et sa bande sonore. Cependant, elle a également reçu des critiques en raison de la fin de chaque épisode se terminant sur un cliffhanger.